# L Muthakadahalli, Sidlaghatta
L Muthakadahalli là một làng thuộc tehsil Sidlaghatta, huyện Chikkaballapur, bang Karnataka, Ấn Độ.